# آلیسون ایرهتا
آلیسون ایراهتا (‎/ˈaɪrəhiːtə/‎؛ زادهٔ ۲۷ آوریل ۱۹۹۲) خواننده آمریکایی است که فینالیست فصل هشتم امریکن آیدل بود.
اولین آلبوم او درست مثل تو در ۱ دسامبر ۲۰۰۹ منتشر شد او همچنین خواننده گروه هالو بود.
ایراهتا در گلندیل، کالیفرنیا، از مهاجران سالوادورایی متولد شد که قبل از تولد او به ایالات متحده نقل مکان کردند. او دو خواهر و برادر بزرگتر به نام‌های جکی و کارلوس دارد. به گفته خانواده اش، او از دوران کودکی آواز می‌خواند.